# Tartsd a szádat!
A Tartsd a szádat! (eredeti cím: Fugget About It!) 2012 és 2016 között vetített kanadai-amerikai 2D-s számítógépes animációs szitkom, amelyet Nicholas Tabarrok és Willem Wennekers alkotott.
Kanadában 2012. szeptember 7-én a Teletoon késő esti műsorblokkja, a Teletoon at Night, míg Magyarországon 2025. február 3-án a Comedy Central mutatta be.

## Ismertető
Jimmy Falcone, egy New York-i maffia kapitánya, aki Reginába költözik, hogy csatlakozzon a tanúvédelmi programhoz, miután megöli maffiafőnökét, Don Gambinit. Miközben könyörög nagybátyja, Francesco „Cheech” Falcone életéért, Don Gambini közli Jimmyvel, hogy kötelessége lenne megölni az unokatestvérét. Ezután egy szexuális utalást tesz Jimmy legidősebb lányára, Theresára, amitől Jimmy annyira feldühödik, hogy impulzívan kidobja Don Gambinit egy 19. emeleti ablakon, ezzel megölve őt. A Gambini-maffia tagjai bosszúból megpróbálják megölni Jimmyt, nem törődve azzal sem, ha közben a családja is áldozatul esik. Mivel nincs más lehetősége, Jimmy alkut köt az FBI-jal, hogy megvédje családját. Az FBI beleegyezik, hogy tanúvédelmet biztosít nekik, ha Jimmy tanúskodik a maffiatársai ellen. Így Jimmy és családja Reginába költözik, és új életet kezd McDougal néven.

## Szereplők
| Szereplő                                  | Eredeti hang         | Magyar hang     | Leírás |
| ----------------------------------------- | -------------------- | --------------- | --- |
| James Danger "Jimmy" Falcone / McDougal   | Tony Nappo           | Tóth Roland     | Miután nagybátyja, Cheech, többször is nyilvánosan kifecsegte a maffia titkait bárokban és klubokban, Jimmy kénytelen volt könyörögni Don Gambininak Cheech életéért. Gambini azonban elutasította a kérését, sőt, egy durva megjegyzést tett Jimmy lányára, Teresára. Dühében Jimmy kidobta Gambinit egy felhőkarcoló ablakán, megölve őt. Nem sokkal Gambini halála után a maffia bosszút akar állni, és megpróbálja megölni Jimmyt, nem törődve azzal, hogy közben a családja is veszélybe kerül. Hogy elkerülje a megtorlást, Jimmy feladja volt maffiatársait az FBI-nak, és a tanúvédelmi program keretében családjával együtt Reginába költözik. Bár a tanúvédelem a turisztikai hivatalnál biztosít neki munkát, Jimmy gyakran eltéveszti a város nevét, és trágár módon „Vaginának” nevezi. Jellemző rá a klasszikus, keménykötésű gengszter archetípusa, de olykor érzékenyebb oldalát is megmutatja. Mélyen törődik a családjával, annak minden hibája és kudarca ellenére – beleértve Cheechet is, akinek botrányai folyamatosan bajba sodorják. |
| Cookie Falcone / McDougal                 | Jacqueline Pillon    | Bálint Adrienn  | Jimmy felesége. Magát tipikus brooklyni lánynak tartja, ami számára hűséget jelent, de egyben némi anyagiasságot és azt az elvárást is, hogy a férje gondoskodjon róla. Ha Jimmy ebben kudarcot vall, gyorsan elégedetlenné válik. Jimmyvel akkor találkozott, amikor táncosként dolgozott egy klubban. Bár nagyon szereti a gyerekeit, váltakozó mértékben neheztel Cheechre, mivel ő az oka annak, hogy a család Kanadába kényszerült költözni. Gyakran ő az észszerű gondolkodás hangja a családban. Van egy testvére, Paulie, aki sokban hasonlít Peteyre, de ritkán beszél róla a család előtt, mivel Paulie korábban elárulta Jimmyt. |
| Francesco "Cheech" Falcone / McDougal     | Chuck Shamata        | Csankó Zoltán   | Jimmy nagybátyja. Képtelen magában tartani a maffia titkait, az elsődleges oka annak, hogy a Falcone család tanúvédelmi programba került. Alkoholista. Bár gyakran hoz bajt a családra, Jimmy mélyen törődik vele, és rendszeresen próbálja kordában tartani. A család többi tagja ennél jóval ambivalensebben viszonyul hozzá. Különösen Gina tűnik úgy, hogy nem kedveli, sőt talán meg is veti Cheechet. |
| Theresa Maria Falcone / McDougal          | Emilie-Claire Barlow | Pekár Adrienn   | Cookie és Jimmy legidősebb lánya. 17 éves, és tipikusan a butácska, szórakozott, kacér lány. Gyakran kihasználja szépségét, hogy vonzza és manipulálja a fiúkat. Felületes és anyagias, de időnként megmutatkozik egy érzékenyebb oldala is. |
| Peter Frampton "Petey" Falcone / McDougal | Danny Smith          | Szabó Máté      | Cookie és Jimmy középső gyermeke és egyetlen fia. 16 éves, kitűnő tanuló, és önmagát aktivistának vallja, számos ügyben elkötelezett, leginkább a környezetvédelem és a pacifizmus terén. Az iskolában népszerűtlen, a többi gyerek gyakran "lúzernek" tartja. Személyisége és intellektuális érdeklődése éles ellentétben áll a család többi tagjával. Egy ponton, miközben próbálja megérteni ezt az eltérést, arra a következtetésre jut, hogy talán örökbe fogadták – később azonban kiderül, hogy egyszerűen a család egy másik ágára, konkrétan nagybátyjára, Paulie-ra ütött. Ő az egyetlen a családban, aki örül a Kanadába költözésnek, mivel úgy tűnik, mindig is utálta a "régi életet". |
| Gina Madonna Falcone / McDougal           | Linda Kash           | Magyar Viktória | Cookie és Jimmy legfiatalabb gyermeke. 7 éves, és apjához, valamint nagybátyjához hasonlóan egy maffiózó mentalitását örökölte, amely gyakran szociopatikus vonásokat mutat. Időnként nyíltan kijelenti, hogy meg akarja ölni Cheechet, amiért ő okozta a helyzetet, amely miatt Kanadába kellett költözniük. Titokban szerelmes Don Gambini fiába, Carmine-ba, aki hozzá hasonlóan gondolkodik, és viszonozza az érzéseit. |
| Strait McCool                             | Ted Atherton         | Potocsny Andor  | A jóindulatú, barátságos és lelkiismeretesen törvénytisztelő királyi kanadai lovasrendőr, akit a McDougal család felügyeletével bíztak meg. Rendőrtisztként rendkívül – már-már irreálisan – kompetens. |

### Magyar változat
- Főcím: Orosz Gergely
- Főcímdal: Orbán Gábor
- Magyar szöveg: Laki Mihály
- Lektor: Szekeres Katalin
- Hangmérnök: Hajas Gábor
- Vágó: Papp Zoltán István
- Gyártásvezető: Mészáros Szilvia
- Szinkronrendező: Tarján Péter
- Produkciós vezető: Legény Judit

A szinkront a Laborfilm Szinkronstúdió készítette.

## Évados áttekintés
| Évad | Évad | Epizódok | Eredeti sugárzás    | Eredeti sugárzás   | Eredeti adó       | Magyar sugárzás   | Magyar sugárzás   | Magyar adó     |
| Évad | Évad | Epizódok | Évadpremier         | Évadfinálé         | Eredeti adó       | Évadpremier       | Évadfinálé        | Magyar adó     |
| ---- | ---- | -------- | ------------------- | ------------------ | ----------------- | ----------------- | ----------------- | -------------- |
|      | 1    | 13       | 2012. szeptember 7. | 2012. november 30. | Teletoon at Night | 2025. február 3.  | 2025. február 19. | Comedy Central |
|      | 2    | 13       | 2013. szeptember 5. | 2013. december 5.  | Teletoon at Night | 2025. február 20. | 2025. március 11. | Comedy Central |
|      | 3    | 20       | 2015. október 28.   | 2016. március 25.  | Adult Swim        | 2025. március 12. | 2025. április 8.  | Comedy Central |

## Epizódok

### 1. évad (2012)
| Sor. | Év. | Cím                                                       | Rendező        | Író                                                                          | Premier                                |
| ---- | --- | --------------------------------------------------------- | -------------- | ---------------------------------------------------------------------------- | -------------------------------------- |
| 1.   | 1.  | Rázós kezdet (Hate Crime Legislation is for Pussies)      | Richard Weston | Jeff Abugov és Willem Wennekers                                              | 2012. szeptember 7. 2025. február 3.   |
| 2.   | 2.  | McPlayboy (The Full Mountie)                              | Richard Weston | Jeff Abugov                                                                  | 2012. szeptember 14. 2025. február 14. |
| 3.   | 3.  | A menő (Screw You, Mr. Wonderful)                         | Richard Weston | Pat Bullard                                                                  | 2012. szeptember 21. 2025. február 5.  |
| 4.   | 4.  | A s3ggnélküli ember (The Man With No Ass)                 | Richard Weston | Rebecca Addelman                                                             | 2012. szeptember 28. 2025. február 6.  |
| 5.   | 5.  | Sammy kuzin meghal a végén (Cousin Sammy Dies in the End) | Richard Weston | Jay Shore                                                                    | 2012. október 5. 2025. február 7.      |
| 6.   | 6.  | Szivárványos és kikent luvnyák (Rainbows and Painted Hos) | Richard Weston | Jeff Abugov, Rebecca Addelman, Pat Bullard, Charles Horn és Willem Wennekers | 2012. október 12. 2025. február 10.    |
| 7.   | 7.  | Jimmy, a szuperhős (Chokin' and Tokin' in the Queen City) | Richard Weston | Pat Bullard                                                                  | 2012. október 19. 2025. február 19.    |
| 8.   | 8.  | Al Capone bugyit húz (Al Capone Wears Ladies Underwear)   | Richard Weston | Willem Wennekers                                                             | 2012. október 26. 2025. február 12.    |
| 9.   | 9.  | Szt. Petey, apástól (Petey Gets God'd)                    | Richard Weston | Rebecca Addelman                                                             | 2012. november 2. 2025. február 13.    |
| 10.  | 10. | A vaginai jósnő (The Oracle of Vagina)                    | Richard Weston | Charles Horn                                                                 | 2012. november 9. 2025. február 7.     |
| 11.  | 11. | Az ajzott Kujon (The Horny Bastard)                       | Richard Weston | Jeff Abugov                                                                  | 2012. november 16. 2025. február 4.    |
| 12.  | 12. | Szex a jégen (Sex on Ice)                                 | Richard Weston | Charles Horn                                                                 | 2012. november 23. 2025. február 18.   |
| 13.  | 13. | Pisztolyokkal vadászó (Hunts With Handgun)                | Richard Weston | Willem Wennekers                                                             | 2012. november 30. 2025. február 11.   |

### 2. évad (2013)
| Sor. | Év. | Cím                                              | Rendező        | Író              | Premier                                |
| ---- | --- | ------------------------------------------------ | -------------- | ---------------- | -------------------------------------- |
| 14.  | 1.  | McCsóróék (The McFrugals)                        | Richard Weston | Renee Percy      | 2013. szeptember 5. 2025. február 20.  |
| 15.  | 2.  | A mennoniták (Mennonites!)                       | Richard Weston | Steven Clark     | 2013. szeptember 12. 2025. február 24. |
| 16.  | 3.  | A pótéretlenségi (Too Cool for Night School)     | Richard Weston | Charles Horn     | 2013. szeptember 19. 2025. február 25. |
| 17.  | 4.  | A nagymuffater (The Broadfather)                 | Richard Weston | Willem Wennekers | 2013. szeptember 26. 2025. február 26. |
| 18.  | 5.  | Don Királynő (Royally Screwed)                   | Richard Weston | Nicole Demerse   | 2013. október 3. 2025. február 27.     |
| 19.  | 6.  | Cookie, a sztárséf (You Only Try Haggis Once)    | Richard Weston | Jeremy Winkels   | 2013. október 10. 2025. február 28.    |
| 20.  | 7.  | Majd ha poros hó esik (From My Cold Limp Hands)  | Richard Weston | Willem Wennekers | 2013. október 17. 2025. március 3.     |
| 21.  | 8.  | Az ocsmány amcsi (The Fugly American)            | Richard Weston | Willem Wennekers | 2013. október 24. 2025. március 4.     |
| 22.  | 9.  | A gengszter suttogó (The Man from P.I.G.L.E.T.)  | Richard Weston | Jeremy Winkels   | 2013. november 7. 2025. március 5.     |
| 23.  | 10. | Pizza, sok Cheech-csel (Pizza with Extra Cheech) | Richard Weston | Willem Wennekers | 2013. november 14. 2025. március 11.   |
| 24.  | 11. | Legyen tánc! (The Balls on This Room)            | Richard Weston | Nicole Demerse   | 2013. november 21. 2025. március 7.    |
| 25.  | 12. | A s3gglufi (Ass-Jax)                             | Richard Weston | Steven Clark     | 2013. november 28. 2025. március 10.   |
| 26.  | 13. | Azok a K szomszédok (Effin' Neighbors, Eh?)      | Richard Weston | Steven Clark     | 2013. december 5. 2025. március 11.    |

### 3. évad (2015–2016)
| Sor. | Év. | Cím                                                                | Rendező        | Író                              | Premier                              |
| ---- | --- | ------------------------------------------------------------------ | -------------- | -------------------------------- | ------------------------------------ |
| 27.  | 1.  | Megölni Castrót! (Havana Kill Castro)                              | Richard Weston | Willem Wennekers                 | 2015. október 28. 2025. március 12.  |
| 28.  | 2.  | Kefélj és Pizza kampány (Universal Prostitution and Pizza Fridays) | Richard Weston | Steven Clark                     | 2015. november 13. 2025. március 13. |
| 29.  | 3.  | A szex-masina (Just Stick It in That There Doo-Dad)                | Richard Weston | Laurie Elliott                   | 2015. november 20. 2025. március 14. |
| 30.  | 4.  | Konfetti csapás (Confetti Deathblow)                               | Richard Weston | Tony Binns                       | 2015. november 27. 2025. március 17. |
| 31.  | 5.  | Ha lúd, legyen szobor (Jimmy Gets Goosed)                          | Richard Weston | Andrew De Angelis                | 2015. december 4. 2025. március 18.  |
| 32.  | 6.  | Kaszinó Lojál (Casino Loyale)                                      | Richard Weston | Andrew De Angelis                | 2015. december 11. 2025. március 19. |
| 33.  | 7.  | A tehetségkutató (Vagina's Got Talent)                             | Richard Weston | Laurie Elliott                   | 2015. december 18. 2025. március 20. |
| 34.  | 8.  | Holtrészegen New Yorkban (New York State of Blind Drunk)           | Richard Weston | Willem Wennekers                 | 2016. január 1. 2025. március 21.    |
| 35.  | 9.  | A baba biznisz (Cookie's Ovary-Actin)                              | Richard Weston | Kyle Muir                        | 2016. január 8. 2025. március 24.    |
| 36.  | 10. | A kanadai király tapis rendőr (Royal Canadian Groping Pariah)      | Richard Weston | Andrew De Angelis                | 2016. január 15. 2025. március 25.   |
| 37.  | 11. | Mi a f4szom az a Gray Kupa? (What the Fuck is the Grey Cup?)       | Richard Weston | Steven Clark                     | 2016. január 22. 2025. március 26.   |
| 38.  | 12. | Haverom a nagylábú (Sasquatchewan)                                 | Richard Weston | Willem Wennekers                 | 2016. január 29. 2025. március 27.   |
| 39.  | 13. | A nagyi felhajtás (Nonna Your Business)                            | Richard Weston | Steven Clark                     | 2016. február 5. 2025. március 28.   |
| 40.  | 14. | Csöves ügy (Layin' Some Pipeline)                                  | Richard Weston | Laurie Elliot                    | 2016. február 12. 2025. március 31.  |
| 41.  | 15. | A McFelcher sztori (Keepin' Up with the McFelchers)                | Richard Weston | Bobby Theodore                   | 2016. február 19. 2025. április 1.   |
| 42.  | 16. | Apai kárörömök (Horse Springs Paternal)                            | Richard Weston | Willem Wennekers                 | 2016. február 26. 2025. április 2.   |
| 43.  | 17. | Egy hosszú, forró, kétéltű nyár (Hot, Wet, Amphibious Summer)      | Richard Weston | Laurie Elliot                    | 2016. március 4. 2025. április 3.    |
| 44.  | 18. | A hajadon melltartó árus (An Unmarried Bra Whisperer)              | Richard Weston | Steven Clark                     | 2016. március 11. 2025. április 4.   |
| 45.  | 19. | Fűszer apokalipszis (Spicy Apocalypse)                             | Richard Weston | Willem Wennekers                 | 2016. március 18. 2025. április 7.   |
| 46.  | 20. | A bosszú sztreccsruhát hord (Vengeance Wore a Unitard)             | Richard Weston | Steven Clark és Willem Wennekers | 2016. március 25. 2025. április 8.   |